# Альоша Войнович
Альоша Войнович (хорв. Aljoša Vojnović, нар. 24 жовтня 1985, Осієк) — хорватський футболіст, нападник клубу «Спліт».

## Ігрова кар'єра
Народився 24 жовтня 1985 року в місті Осієк, СФРЮ (нині — Хорватія). Вихованець футбольної школи клубу «Осієк».
Не пробившись до основного складу головної команди міста, у дорослому футболі Войнович дебютував 2003 року виступами за команду «Металац Осієк» з другого за рівнем дивізіону, в якій провів два сезони, взявши участь у 49 матчах чемпіонату.
Своєю грою за цю команду привернув увагу представників тренерського штабу «Осієка», до складу якого приєднався 2005 року. Відіграв за команду з Осієка наступні півтора сезони своєї ігрової кар'єри.
На початку 2007 року відправився за кордон, де протягом року виступав за норвезький «Рауфосс» та австрійську «Каринтію». 2008 року повернувся на батьківщину, підписавши контракт з клубом «Кроація Сесвете».
25 червня 2009 року уклав контракт з клубом «Славен Белупо», у складі якого провів наступні два з половиною роки своєї кар'єри гравця.
Протягом першої половини 2012 року недовго захищав кольори іранського клубу «Мес».
16 липня 2012 на правах вільного агента підписав контракт зі «Сплітом». Відтоді встиг відіграти за команду 62 матчі в національному чемпіонаті.